# Guitar Slinger (George Lynch)
Guitar Slinger è una raccolta del chitarrista statunitense George Lynch, pubblicata nell'ottobre del 2007 dalla Cleopatra Records.
Quasi tutte le canzoni pubblicate in questo album provengono dalla precedente raccolta The Lost Anthology; solo le tracce Dr. Rock e Driving on E sono semi-inedite e provengono dall'album Ratt Era: The Best Of di Stephen Pearcy pubblicato nel 2005.

## Tracce
1. Going Under – 3:39
2. Wicked Sensation – 4:50
3. Rock You Like a Hurricane (cover degli Scorpions) – 4:42
4. Round and Round (cover dei Ratt) – 4:37
5. Paranoid (cover dei Black Sabbath) – 3:38
6. Tangled in the Web – 4:03
7. When The Good Die Young – 4:57
8. Billion Dollar Babies (cover di Alice Cooper) – 4:03
9. Dr. Rock (cover dei Ratt) – 2:47
10. Lost Behind the Wheel (live) – 4:32
11. Driving on E (cover dei Ratt) – 2:20
12. Turn on the Action (live) – 5:02
13. Lovedrive (cover degli Scorpions) – 4:46
14. Steamrock Fever (cover degli Scorpions) – 3:58
15. In the Middle (live) – 4:19

## Artisti partecipanti
- Tracce 1, 2 e 6: Lynch Mob (Oni Logan, Robert Mason, Anthony Esposito, Mick Brown)
- Tracce 7, 10, 12 e 15: Dokken (Don Dokken, Jeff Pilson, Mick Brown)
- Tracce 4, 9 e 11: dall'album Ratt Era: The Best Of
- Tracce 3, 13 e 14: dall'album tributo Covered Like a Hurricane: A Tribute to the Scorpions
- Traccia 5: dall'album tributo Bat Head Soup: A Tribute to Ozzy
- Traccia 8: dall'album tributo Humanary Stew: A Tribute to Alice Cooper